# Olbia Calcio 1905 2021-2022
Questa voce raccoglie le informazioni riguardanti l'Olbia Calcio 1905 nelle competizioni ufficiali della stagione 2021-2022.

## Stagione
Nella stagione 2021-2022 l'Olbia disputa il girone B del campionato di Serie C, con 46 punti ottiene il settimo posto. Nei Play-off nel primo turno elimina l'Ancona Matelica vincendo (0-2) al Conero, nel secondo turno pareggia (1-1) a Chiavari, ma passa il turno la Virtus Entella meglio piazzata in campionato, dove è giunta terza con 65 punti. La squadra sarda allenata da Massimiliano Canzi ha raccolto 24 punti nel girone di andata e 22 nel girone di ritorno. Migliori marcatori di stagione, autori di 13 reti sia Daniele Ragatzu che Paul King Udoh. Nella Coppa Italia di Serie C i "bianchi" dell'Olbia subito eliminati nel primo turno con il (2-0) subìto a Pescara.

## Rosa
| N. |                   | Ruolo | Calciatore                  |
| -- | ----------------- | ----- | --------------------------- |
| 1  | Italia (bandiera) | P     | Giuseppe Ciocci             |
| 2  | Italia (bandiera) | D     | Christophe Renault          |
| 3  | Italia (bandiera) | D     | Luca Umberto La Rosa        |
| 4  | Italia (bandiera) | C     | Manuel Giandonato           |
| 5  | Italia (bandiera) | C     | Riccardo Ladinetti          |
| 6  | Italia (bandiera) | D     | Salvatore Boccia            |
| 7  | Italia (bandiera) | C     | Nunzio Lella                |
| 8  | Italia (bandiera) | C     | Luca Palesi                 |
| 8  | Italia (bandiera) | C     | Fausto Perseu               |
| 9  | Italia (bandiera) | A     | Paul King Udoh              |
| 10 | Italia (bandiera) | A     | Daniele Ragatzu             |
| 11 | Italia (bandiera) | A     | Simone Mancini              |
| 12 | Italia (bandiera) | P     | Luca Barone                 |
| 13 | Italia (bandiera) | D     | Fabrizio Brignani           |
| 14 | Italia (bandiera) | D     | Francesco Pisano (capitano) |

| N. |                        | Ruolo | Calciatore           |
| -- | ---------------------- | ----- | -------------------- |
| 17 | Italia (bandiera)      | D     | Simone Pinna         |
| 18 | Italia (bandiera)      | C     | Luca Chierico        |
| 19 | Italia (bandiera)      | D     | Christian Travaglini |
| 20 | Italia (bandiera)      | D     | Antonio Demarcus     |
| 21 | Italia (bandiera)      | A     | Giuseppe Pinna       |
| 22 | Paesi Bassi (bandiera) | P     | Maarten van der Want |
| 23 | Italia (bandiera)      | D     | Christian Arboleda   |
| 24 | Italia (bandiera)      | C     | Luca Belloni         |
| 25 | Brasile (bandiera)     | D     | Emerson              |
| 27 | Italia (bandiera)      | C     | Fabio Occhioni       |
| 28 | Italia (bandiera)      | C     | Roberto Biancu       |
| 38 | Italia (bandiera)      | D     | Giacomo Finocchi     |
| 70 | Italia (bandiera)      | P     | Paolo Tornaghi       |
| 70 | Finlandia (bandiera)   | A     | Nikolas Saira        |
| 80 | Italia (bandiera)      | A     | Massimiliano Manca   |

## Divise e sponsor
La maglia dell'Olbia è bianca, così come calzoncini e calzettoni. Lo sponsor tecnico per la stagione 2020-2021 è EYE Sport, gli sponsor ufficiali sono Pas De Mer e Fluorsid.

## Organigramma societario
Area Direttiva
- Presidente: Alessandro Marino
- Vicepresidente: Alexandre Tartara
- Direttore sportivo: Tomaso Tatti
- Segretario: Marco Ravelli

Area tecnica
- Allenatore: Massimiliano Canzi
- Viceallenatore: Luigi Lavecchia
- Staff tecnico: Ivan Moretto e Edoardo Pani
- Responsabile sanitario: dott. Mauro Mannoni

## Risultati

### Serie C - girone B

#### Girone di andata
| Arbitro: | Zucchetti (Foligno) |

|                                                      |           |                              |
| Castellano 13’ (aut.) Emerson 59’ Ragatzu 74’ (rig.) | Marcatori | 52’ (rig.) Vano 62’ Pinzauti |

| Arbitro: | Baratta (Rossano) |

|                  |           |             |
| Moretti 53’, 68’ | Marcatori | 69’ Ragatzu |

| Arbitro: | Diop (Treviglio) |

|                          |           |                              |
| Udoh 39’, 50’ Biancu 85’ | Marcatori | 9’ Volpicelli 68’ D'Ambrosio |

| Arbitro: | Gigliotti (Cosenza) |

|                        |           |            |
| Semprini 66’ Nanni 76’ | Marcatori | 22’ Biancu |

| Arbitro: | Djurdjevic (Trieste) |

|  |           |                |
|  | Marcatori | 90+4’ Caturano |

| Arbitro: | Mucera (Palermo) |

|                                   |           |                                  |
| Magrassi 10’ L. Morosini 26’, 39’ | Marcatori | 15’ Mancini 49’ Ragatzu 87’ Udoh |

| Arbitro: | Di Cicco (Lanciano) |

|           |           |  |
| Lella 34’ | Marcatori |  |

| Arbitro: | Di Graci (Como) |

|                   |           |  |
| Lanini 86’, 90+1’ | Marcatori |  |

| Arbitro: | Ancora (Roma) |

|  |           |                             |
|  | Marcatori | 26’ Angeli 36’ L. Benedetti |

| Arbitro: | Luongo (Napoli) |

|  |           |                         |
|  | Marcatori | 44’ Udoh 62’ Travaglini |

| Arbitro: | Gemelli (Messina) |

|  |           |                                            |
|  | Marcatori | 9’ Gerli 40’ (rig.) Ogunseye 48’ Scarsella |

| Arbitro: | Giaccaglia (Jesi) |

|           |           |  |
| Drudi 84’ | Marcatori |  |

| Arbitro: | Mirabella (Napoli) |

|                                         |           |                    |
| Lella 15’, 41’ Mancini 55’ Brignani 70’ | Marcatori | 47’ (aut.) Emerson |

| Arbitro: | Pezzopane (L'Aquila) |

|                                         |           |                       |
| Disanto 49’ Caccavallo 52’ Karlsson 90’ | Marcatori | 58’ Brignani 68’ Udoh |

| Arbitro: | Emmanuele (Pisa) |

|                              |           |                  |
| Bernardotto 17’ Birligea 69’ | Marcatori | 11’, 63’ Ragatzu |

| Arbitro: | Petrella (Viterbo) |

|                           |           |  |
| Ragatzu 90’ Renault 90+3’ | Marcatori |  |

| Arbitro: | Vergaro (Bari) |

|             |           |  |
| Cannavò 82’ | Marcatori |  |

| Olbia 12 dicembre 2021, ore 14:30 CET 18ª giornata | Olbia              | 0 – 0 referto | Fermana | Stadio Bruno Nespoli (703 spett.)\| Arbitro: \| De Angeli (Milano) \| |
| Arbitro:                                           | De Angeli (Milano) |               |         |                                                                       |

| Arbitro: | Sfira (Pordenone) |

|  |           |          |
|  | Marcatori | 90’ Udoh |

#### Girone di ritorno
| Arbitro: | D'Eusanio (Faenza) |

|           |           |           |
| Ubaldi 8’ | Marcatori | 49’ Lella |

| Arbitro: | Luongo (Napoli) |

|             |           |                  |
| Ragatzu 90’ | Marcatori | 69’, 76’ Rolfini |

| Viterbo 16 gennaio 2022, ore 14:30 CET 22ª giornata | Viterbese            | 0 – 0 referto | Olbia | Stadio Enrico Rocchi (737 spett.)\| Arbitro: \| Costanza (Agrigento) \| |
| Arbitro:                                            | Costanza (Agrigento) |               |       |                                                                         |

| Arbitro: | Villa (Rimini) |

|             |           |  |
| Ragatzu 49’ | Marcatori |  |

| Arbitro: | Ferrieri Caputi (Livorno) |

|                              |           |  |
| Pierini 2’, 32’ Caturano 79’ | Marcatori |  |

| Arbitro: | Saia (Palermo) |

|                      |           |                                                  |
| Udoh 33’ Ragatzu 73’ | Marcatori | 26’ Schenetti 55’ (aut.) Travaglini 90+1’ Merkaj |

| Arbitro: | Mucera (Palermo) |

|              |           |             |
| Spalluto 59’ | Marcatori | 53’ Ragatzu |

| Arbitro: | Acanfora (Castellammare di Stabia) |

|  |           |                   |
|  | Marcatori | 73’ (rig.) Lanini |

| Arbitro: | Gauzolino (Torino) |

|                    |           |          |
| Liviero 73’ (rig.) | Marcatori | 88’ Udoh |

| Olbia 27 febbraio 2022, ore 14:30 CET 29ª giornata | Olbia         | 0 – 0 referto | Montevarchi | Stadio Bruno Nespoli (500 spett.)\| Arbitro: \| Centi (Terni) \| |
| Arbitro:                                           | Centi (Terni) |               |             |                                                                  |

| Arbitro: | Di Cairano (Ariano Irpino) |

|                |           |                 |
| M. Ciofani 55’ | Marcatori | 42’, 45+1’ Udoh |

| Arbitro: | Sfira (Pordenone) |

|             |           |                                 |
| La Rosa 23’ | Marcatori | 85’ F. Ferrari 90+6’ Frascatore |

| Arbitro: | De Angeli (Milano) |

|                      |           |            |
| Giannetti 12’ (rig.) | Marcatori | 90+4’ Udoh |

| Olbia 19 marzo 2022, ore 14:30 CET 33ª giornata | Olbia               | 0 – 0 referto | Siena | Stadio Bruno Nespoli (257 spett.)\| Arbitro: \| Zucchetti (Foligno) \| |
| Arbitro:                                        | Zucchetti (Foligno) |               |       |                                                                        |

| Olbia 27 marzo 2022, ore 14:30 CEST 34ª giornata | Olbia             | 0 – 0 referto | Teramo | Stadio Bruno Nespoli (500 spett.)\| Arbitro: \| Gemelli (Messina) \| |
| Arbitro:                                         | Gemelli (Messina) |               |        |                                                                      |

| Arbitro: | Djurdjevic (Trieste) |

|              |           |             |
| Magnaghi 28’ | Marcatori | 50’ Emerson |

| Arbitro: | Mastrodomenico (Matera) |

|             |           |                   |
| Ragatzu 28’ | Marcatori | 90+2’ Marcandella |

| Arbitro: | Ricci (Firenze) |

|                       |           |                                   |
| Pannitteri 79’ (rig.) | Marcatori | 76’ Udoh 77’ Biancu 90+5’ Ragatzu |

| Arbitro: | E. Longo (Cuneo) |

|                                |           |           |
| Ragatzu 6’ Udoh 26’ Biancu 38’ | Marcatori | 33’ Arras |

### Play-off
| Arbitro: | Carrione (Castellammare di Stabia) |

|  |           |                              |
|  | Marcatori | 41’ Ladinetti 83’ Travaglini |

| Arbitro: | Saia (Palermo) |

|           |           |             |
| Karić 46’ | Marcatori | 71’ Mancini |

### Coppa Italia Serie C
| Arbitro: | Leone (Barletta) |

|                            |           |  |
| Galano 71’ Cancellotti 77’ | Marcatori |  |